# Tranoses hirtipuncta
Tranoses hirtipuncta är en fjärilsart som beskrevs av William Schaus 1913. Tranoses hirtipuncta ingår i släktet Tranoses och familjen nattflyn. Inga underarter finns listade i Catalogue of Life.